# Кей-кар

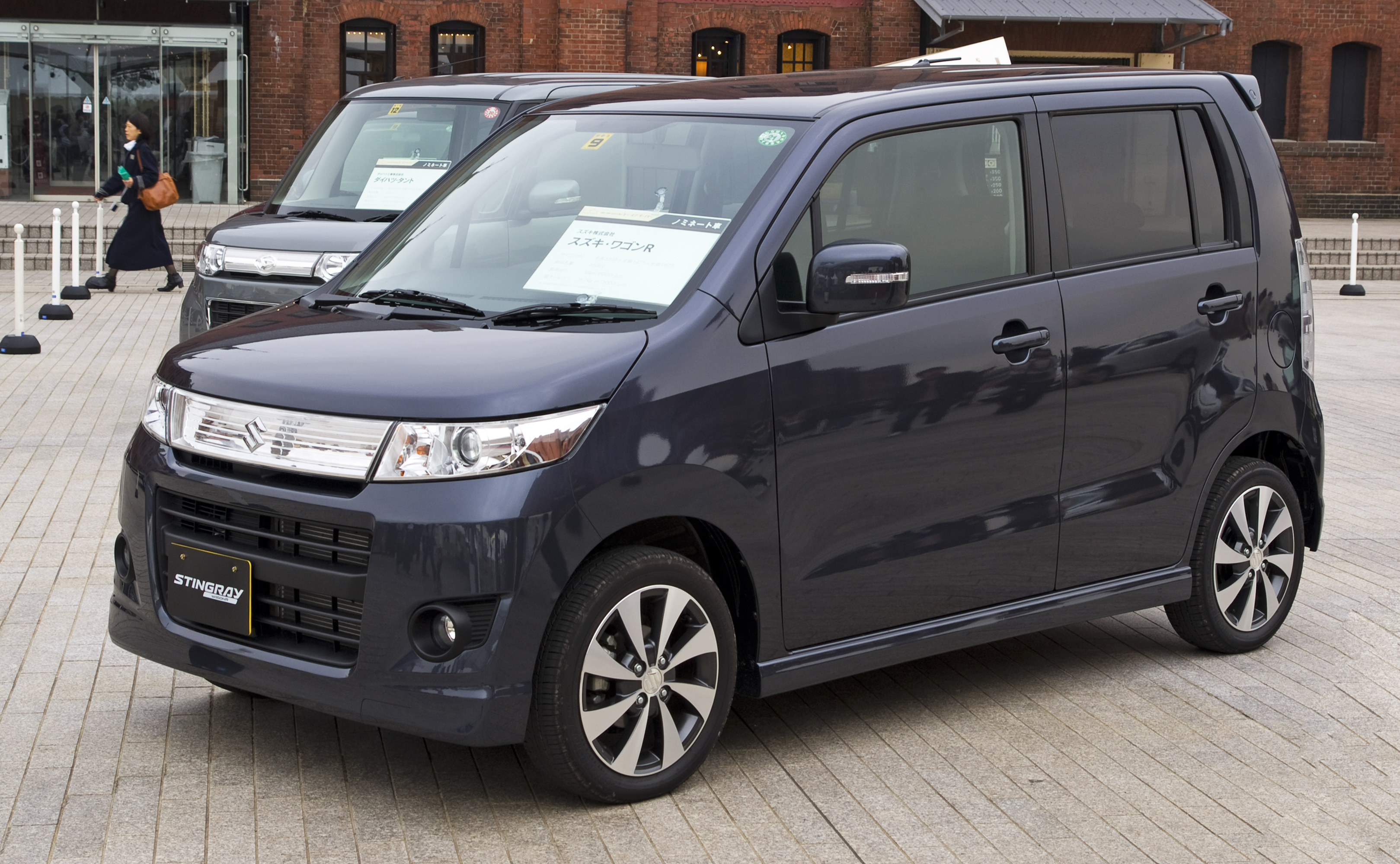
Suzuki Wagon R, самый продаваемый «кей-кар» в Японии с 2003 года

Кей-кар, Kei car, K-cars или кэйдзидося (яп. 軽自動車 кэйдзидо:ся, букв. «лёгкий автомобиль») — японская категория малых транспортных средств, в том числе легковых автомобилей, фургонов и пикапов.
Категория кей-кар была создана японским правительством в 1949 году, после чего её нормативы несколько раз пересматривались. Эти нормативы определяют максимальные размеры транспортного средства, объём и мощность двигателя. Владельцы попадающих под эти ограничения транспортных средств пользуются налоговыми и страховыми льготами. Также в большинстве сельских районов Японии для использования кей-кара не требуется обычное для прочих авто удостоверение о наличии парковочного места.
Кей-кары пользуются большим успехом в Японии — в фискальном 2016 году они составили более трети продаж новых автомобилей, хотя их доля и упала с рекордных 40 % в 2013 году. Однако машины этой категории слишком маленькие и специализированные, чтобы большинство моделей могли быть прибыльными на зарубежных рынках. К заметным исключениям относятся модели Suzuki Alto и Suzuki Jimny, регулярно поставлявшиеся на экспорт примерно с 1980 года.
Большинство кей-каров разработаны и произведены в Японии, но порой в Японию импортировались для продажи в качестве кей-каров и иностранные модели.

## Описание
Кей-кары носят жёлтые номерные знаки (чёрные номера на жёлтом фоне для частного использования и жёлтые номера на чёрном фоне для коммерческого использования). Установленные японским правительством ограничения предписывают предельные размеры, мощность и объём двигателя для кей-каров.
История нормативов для кей-каров:
| Дата            | Максимальная длина | Максимальная ширина | Максимальная высота | Максимальный объем двигателя | Максимальный объем двигателя | Максимальная мощность | Максимальное количество пассажиров | Максимальная грузоподъемность |
| Дата            | Максимальная длина | Максимальная ширина | Максимальная высота | Четырехтактный               | Двухтактный                  | Максимальная мощность | Максимальное количество пассажиров | Максимальная грузоподъемность |
| --------------- | ------------------ | ------------------- | ------------------- | ---------------------------- | ---------------------------- | --------------------- | ---------------------------------- | ----------------------------- |
| 8 июля 1949     | 2,8 м              | 1 м                 | 2 м                 | 150 см³                      | 100 см³                      | n/a                   | 4                                  | 350 кг                        |
| 26 июля 1950    | 3 м                | 1,3 м               | 2 м                 | 300 см³                      | 200 см³                      | n/a                   | 4                                  | 350 кг                        |
| 16 августа 1951 | 3 м                | 1,3 м               | 2 м                 | 360 см³                      | 240 см³                      | n/a                   | 4                                  | 350 кг                        |
| 4 апреля 1955   | 3 м                | 1,3 м               | 2 м                 | 360 см³                      | 360 см³                      | n/a                   | 4                                  | 350 кг                        |
| 1 января 1976   | 3,2 м              | 1,4 м               | 2 м                 | 550 см³                      | 550 см³                      | n/a                   | 4                                  | 350 кг                        |
| 1 марта 1990    | 3,3 м              | 1,4 м               | 2 м                 | 660 см³                      | 660 см³                      | 47 kW, 64 л.с.        | 4                                  | 350 кг                        |
| 1 октября 1998  | 3,4 м              | 1,48 м              | 2 м                 | 660 см³                      | 660 см³                      | 47 kW, 64 л.с.        | 4                                  | 350 кг                        |

## Проникновение в Россию
Начиная с 1990-х на территорию России стали привозить подобные автомобили с пробегом. Их расценивали как альтернативу «Оке». Количество подобных машин планомерно уменьшается с востока на запад России. С падением курса рубля и увеличением таможенных пошлин и утилизационных сборов популярность кей-каров сильно выросла.

## Галерея

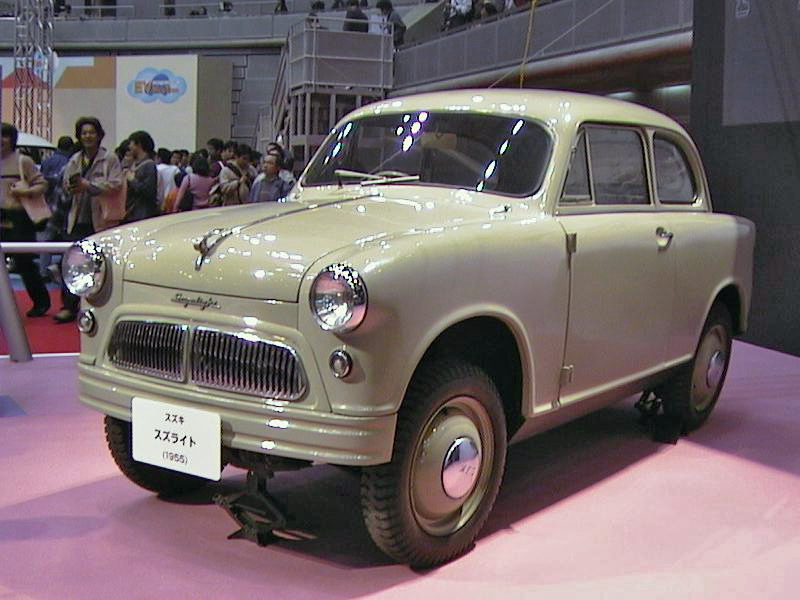
Suzuki Suzulight (1955)
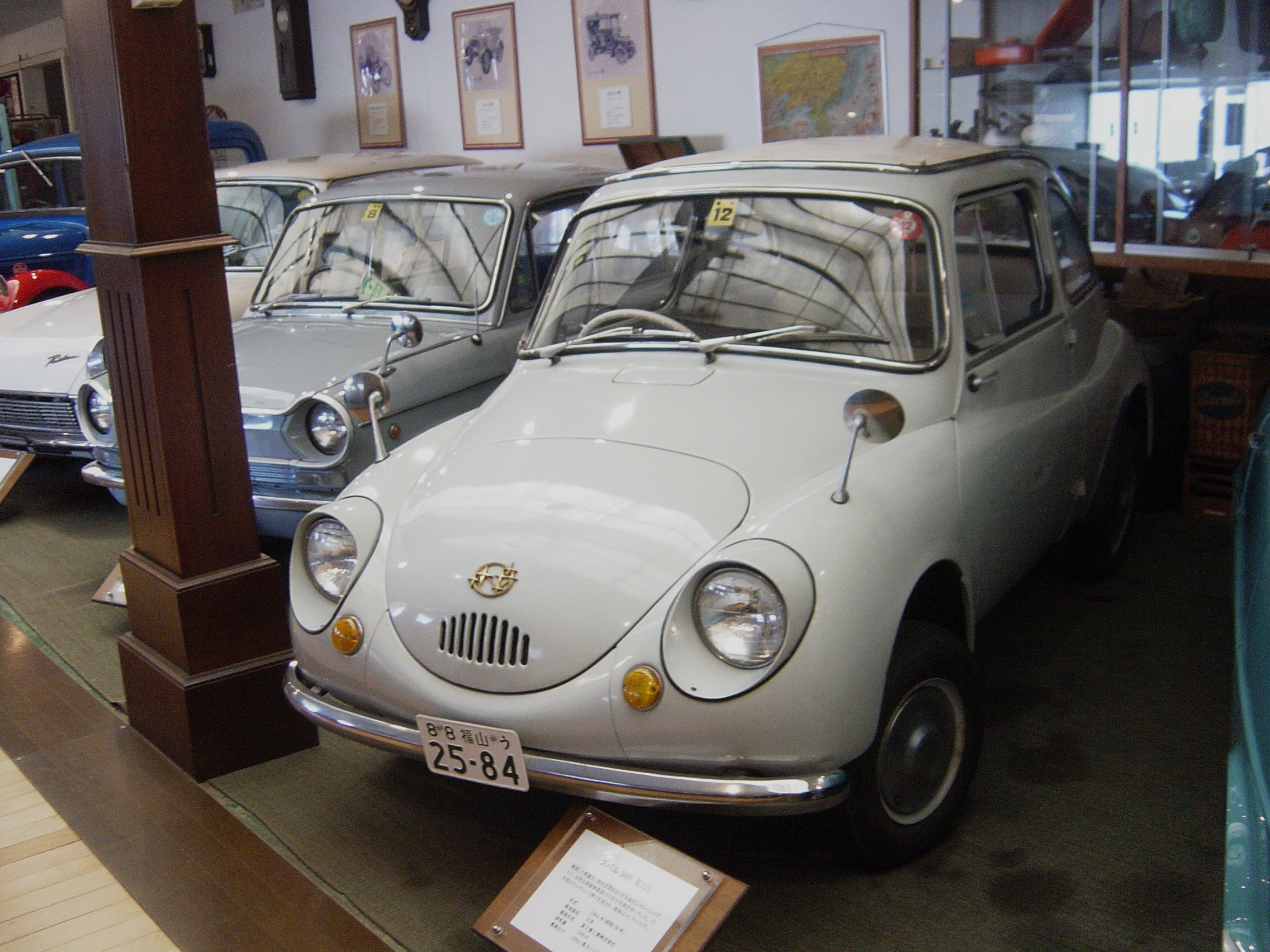
Subaru 360 (1958)
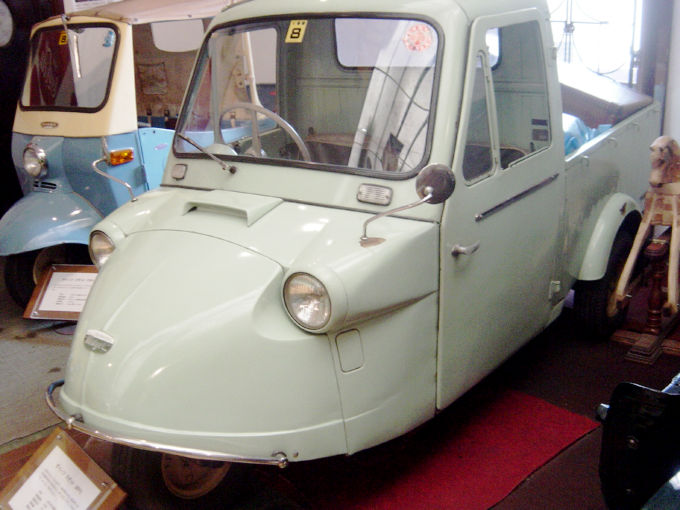
Daihatsu Midget MP (1959)
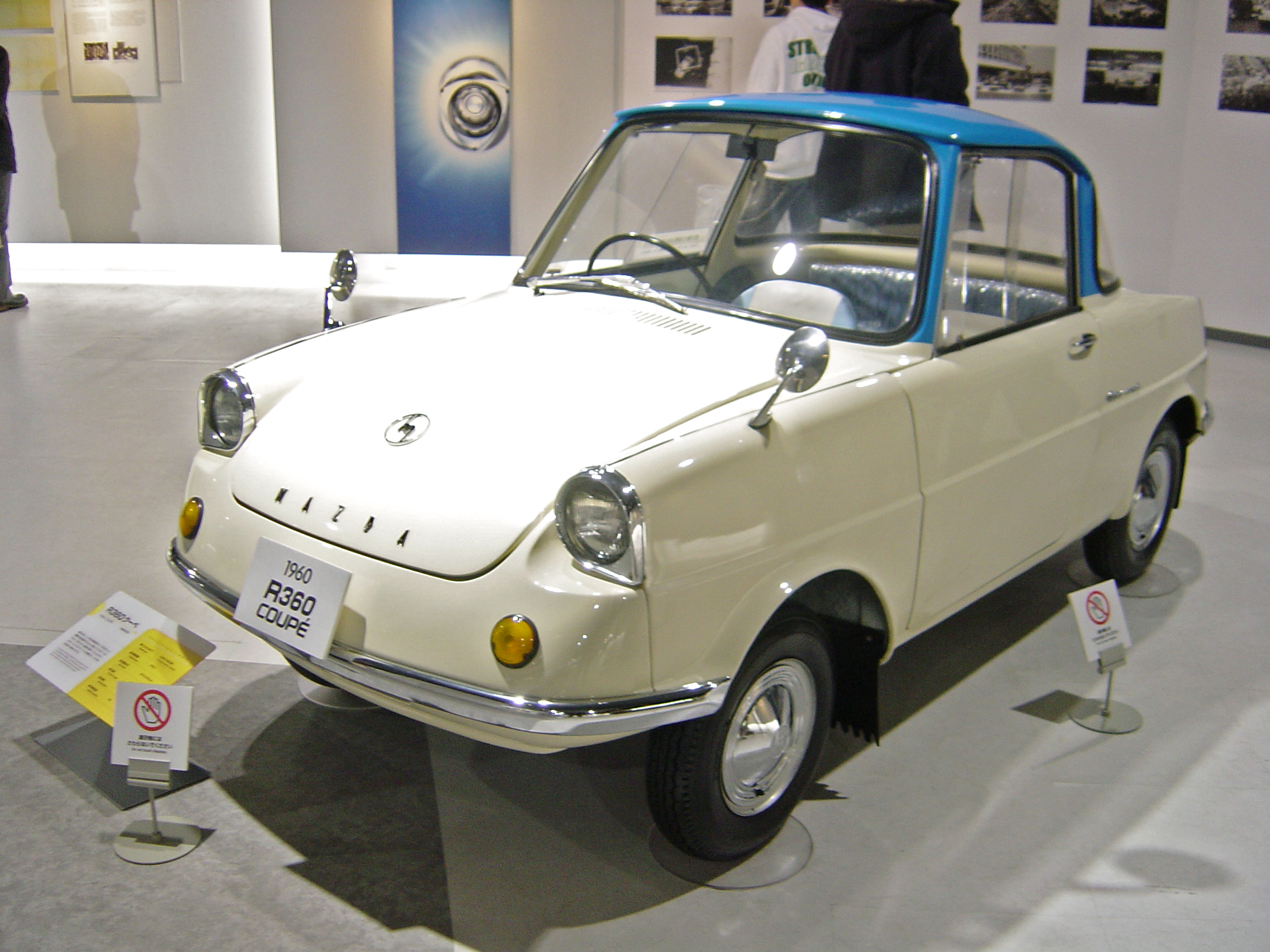
Mazda R360 (1960)
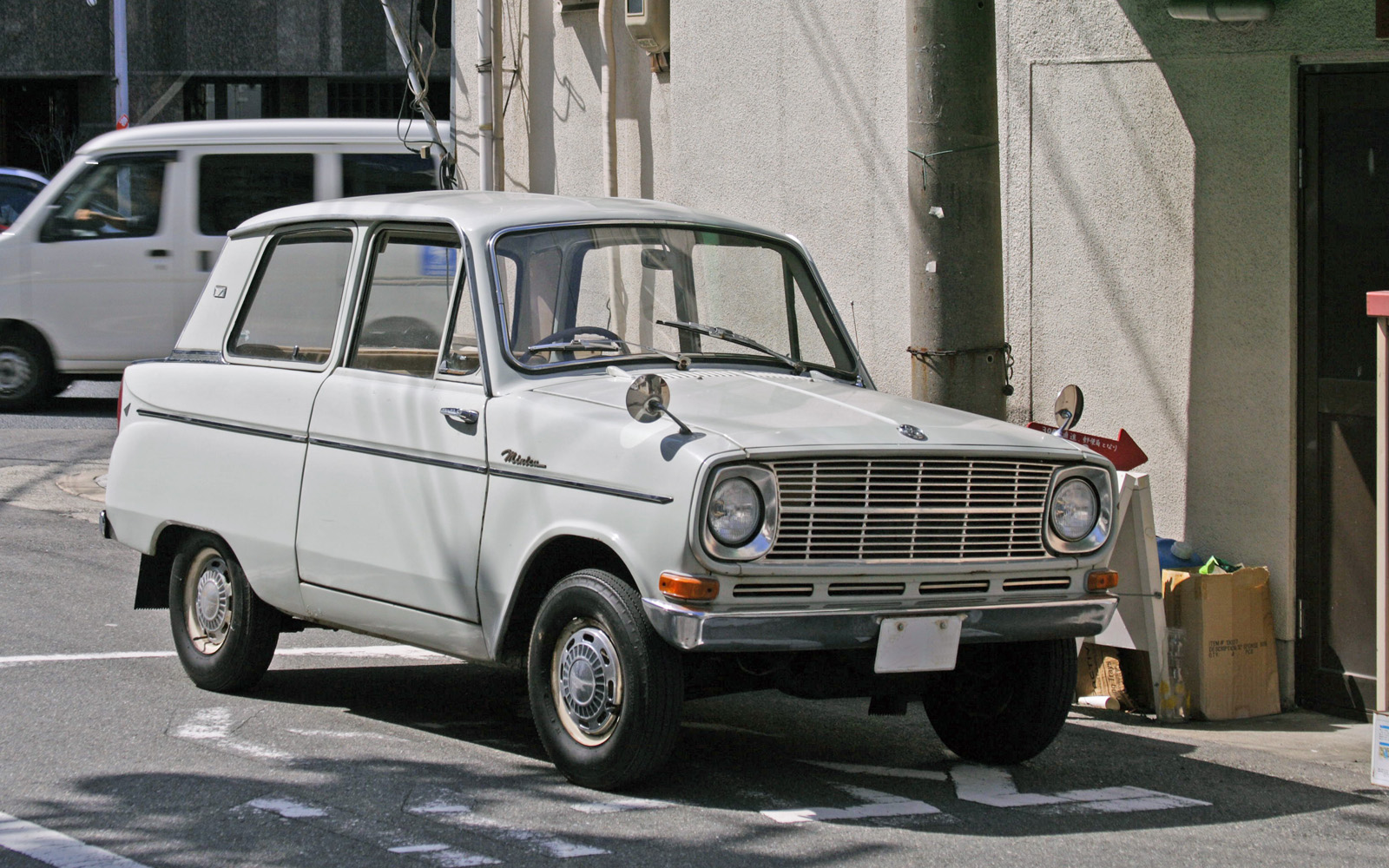
Mitsubishi Minica (1962)
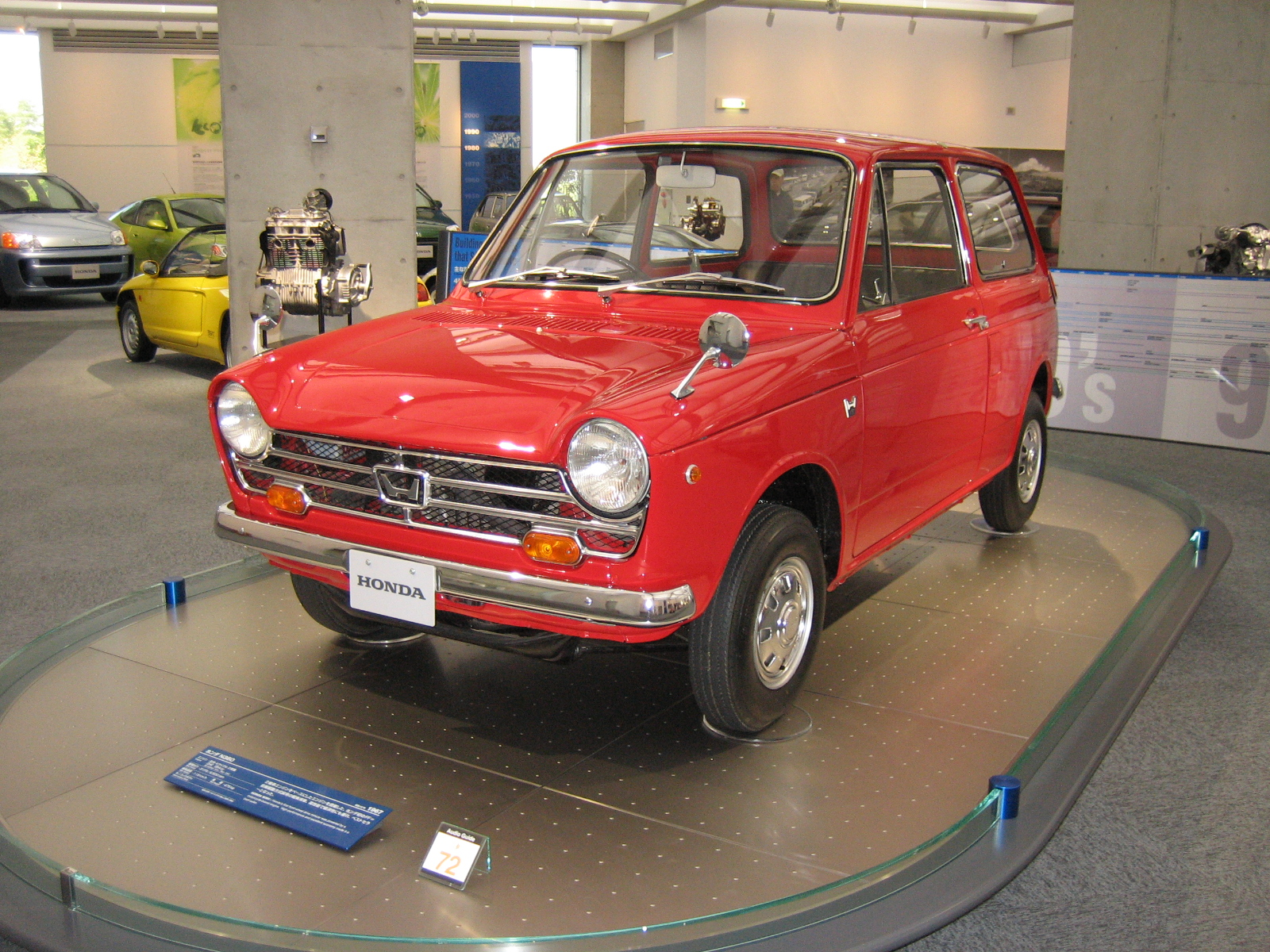
Honda N360 (1967)
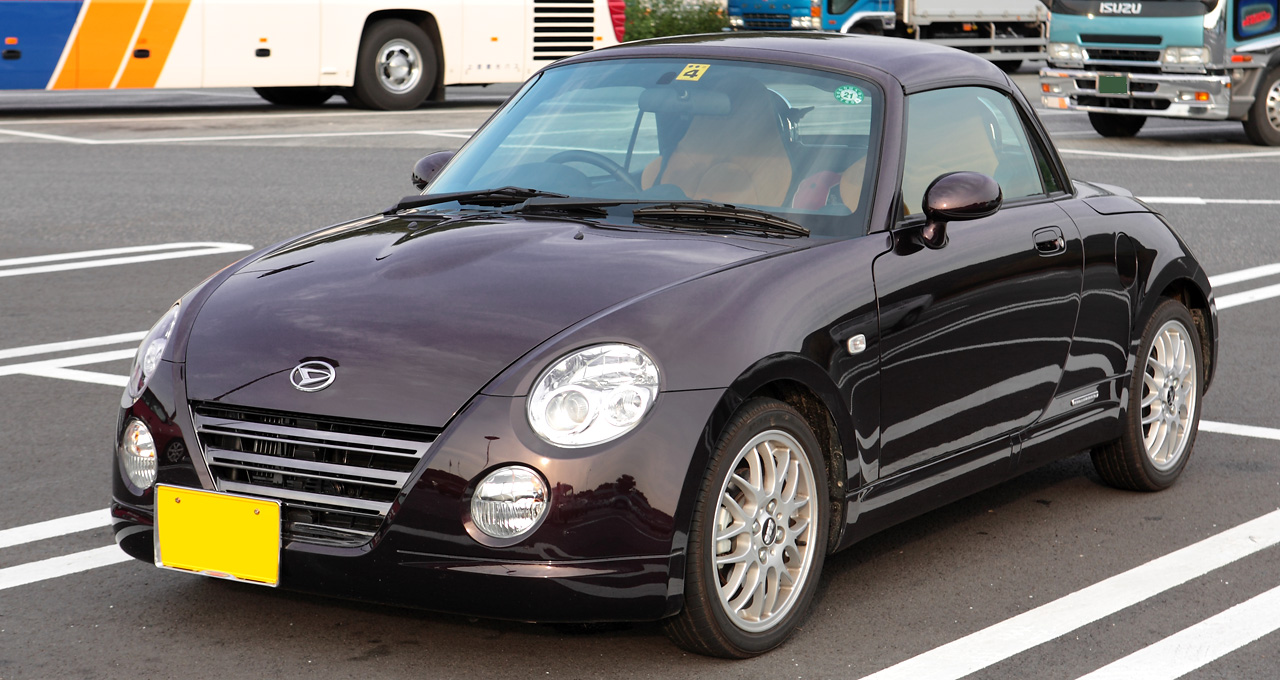
Daihatsu Copen
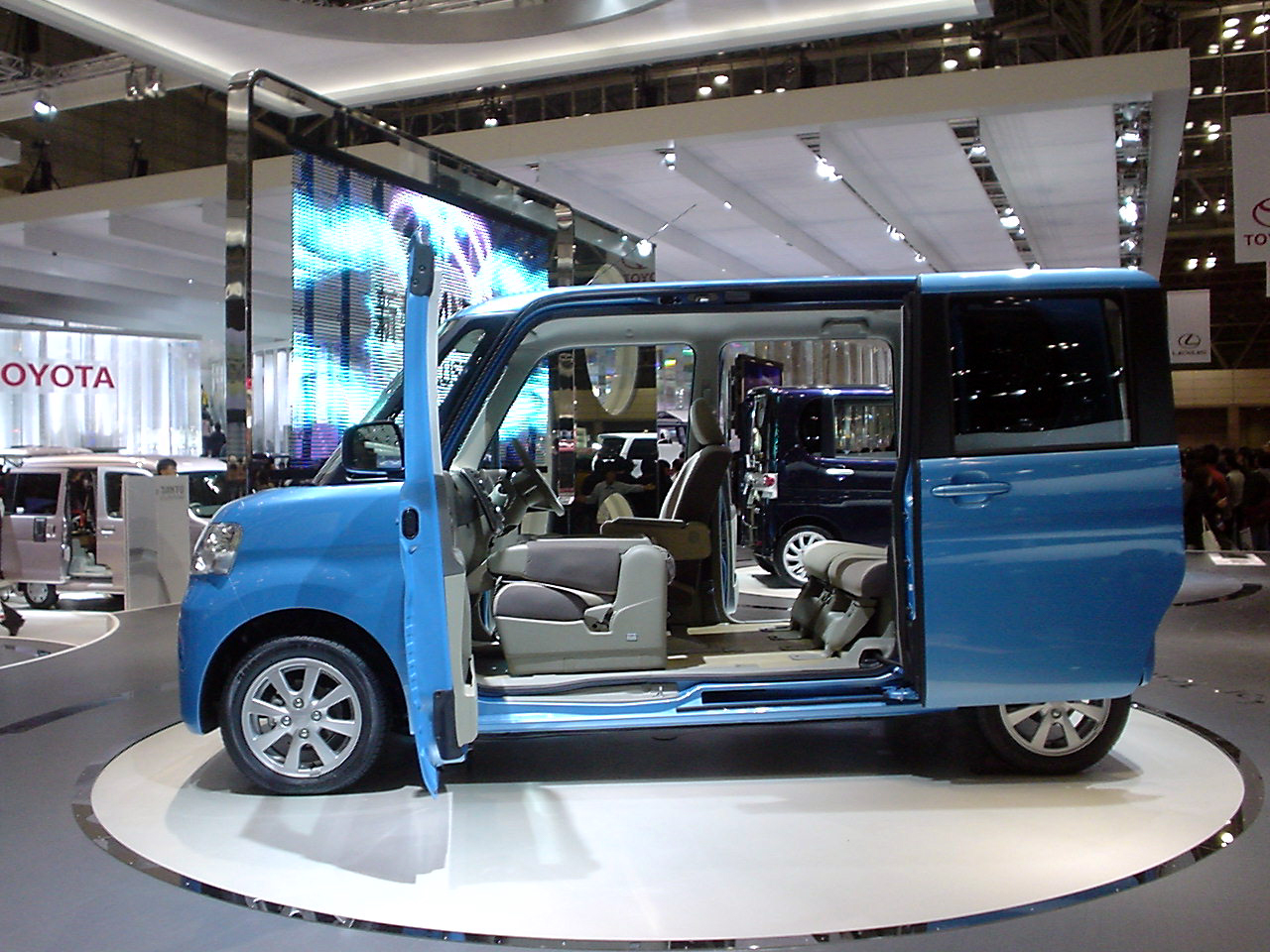
Daihatsu Tanto
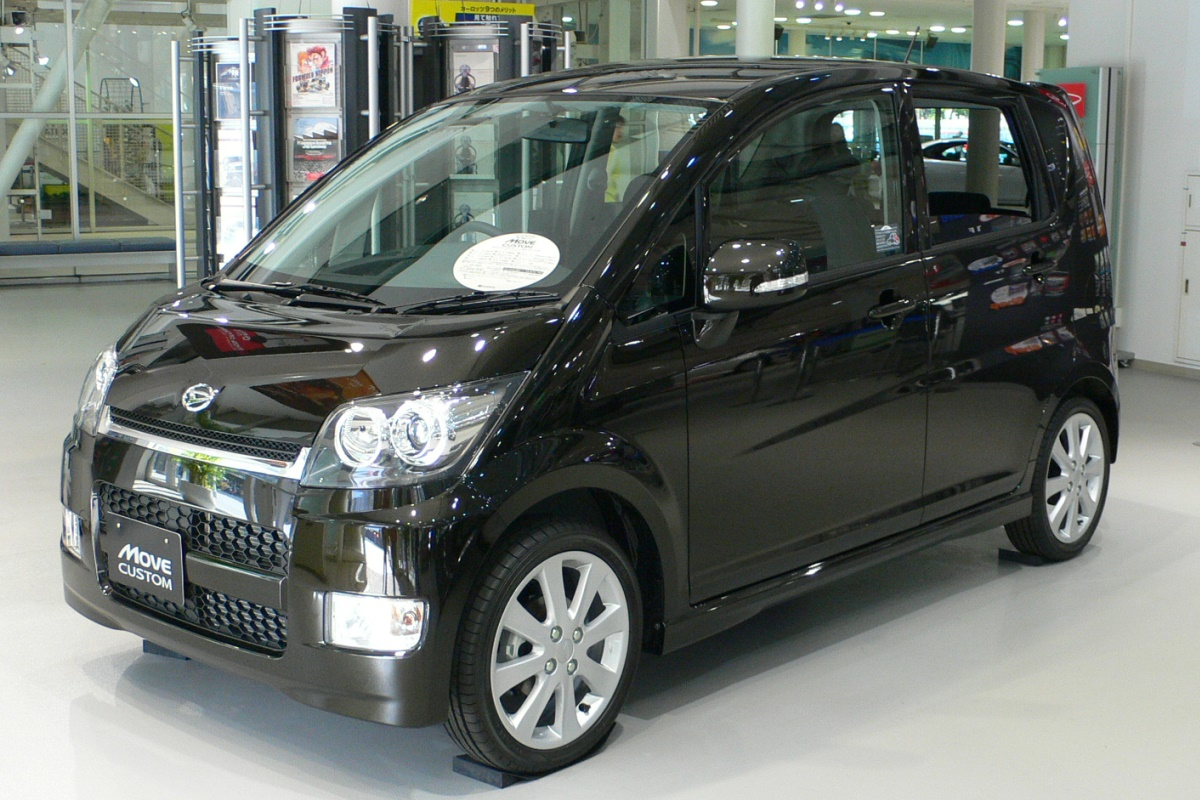
Daihatsu Move-Custom
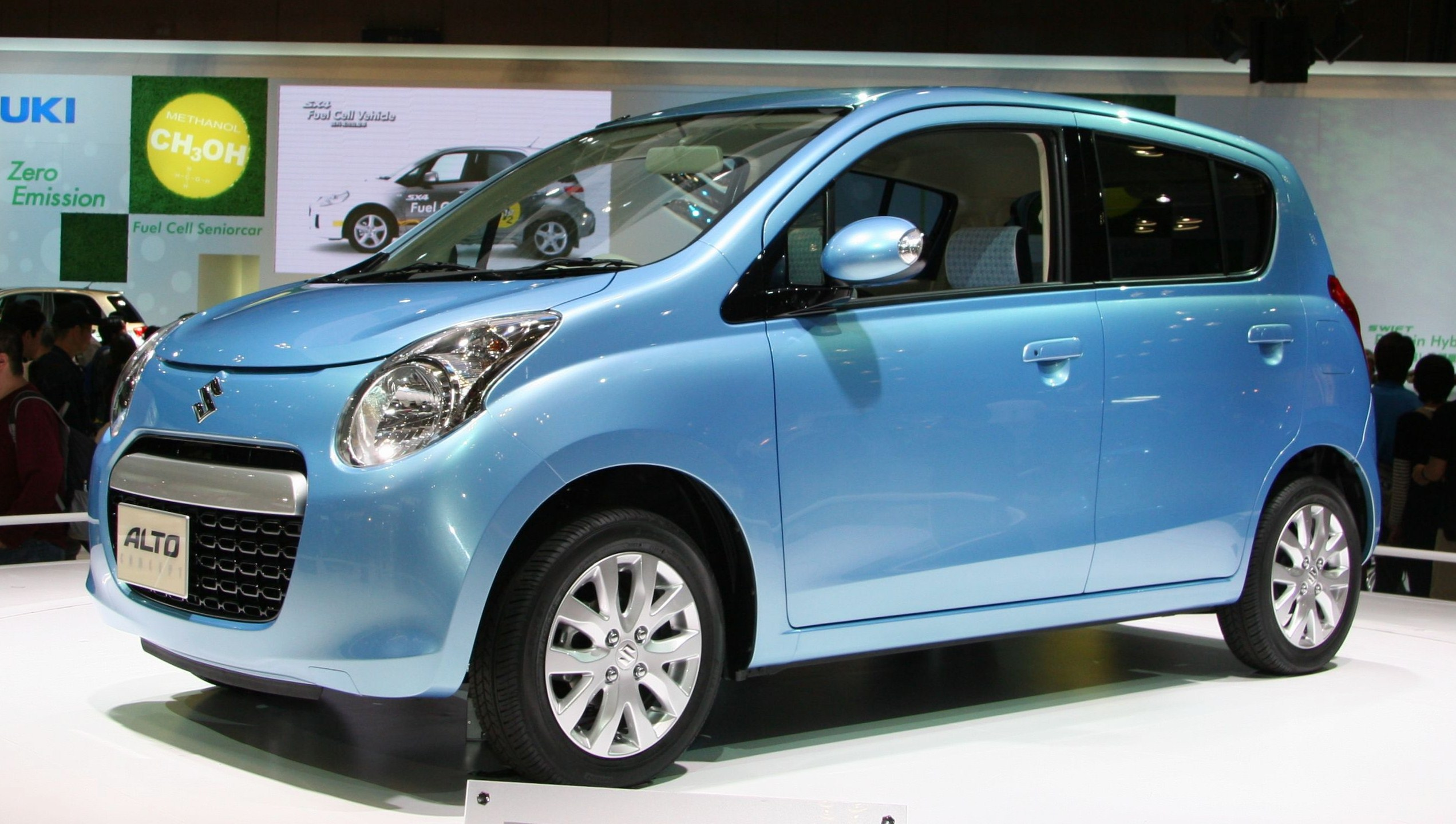
Suzuki Alto
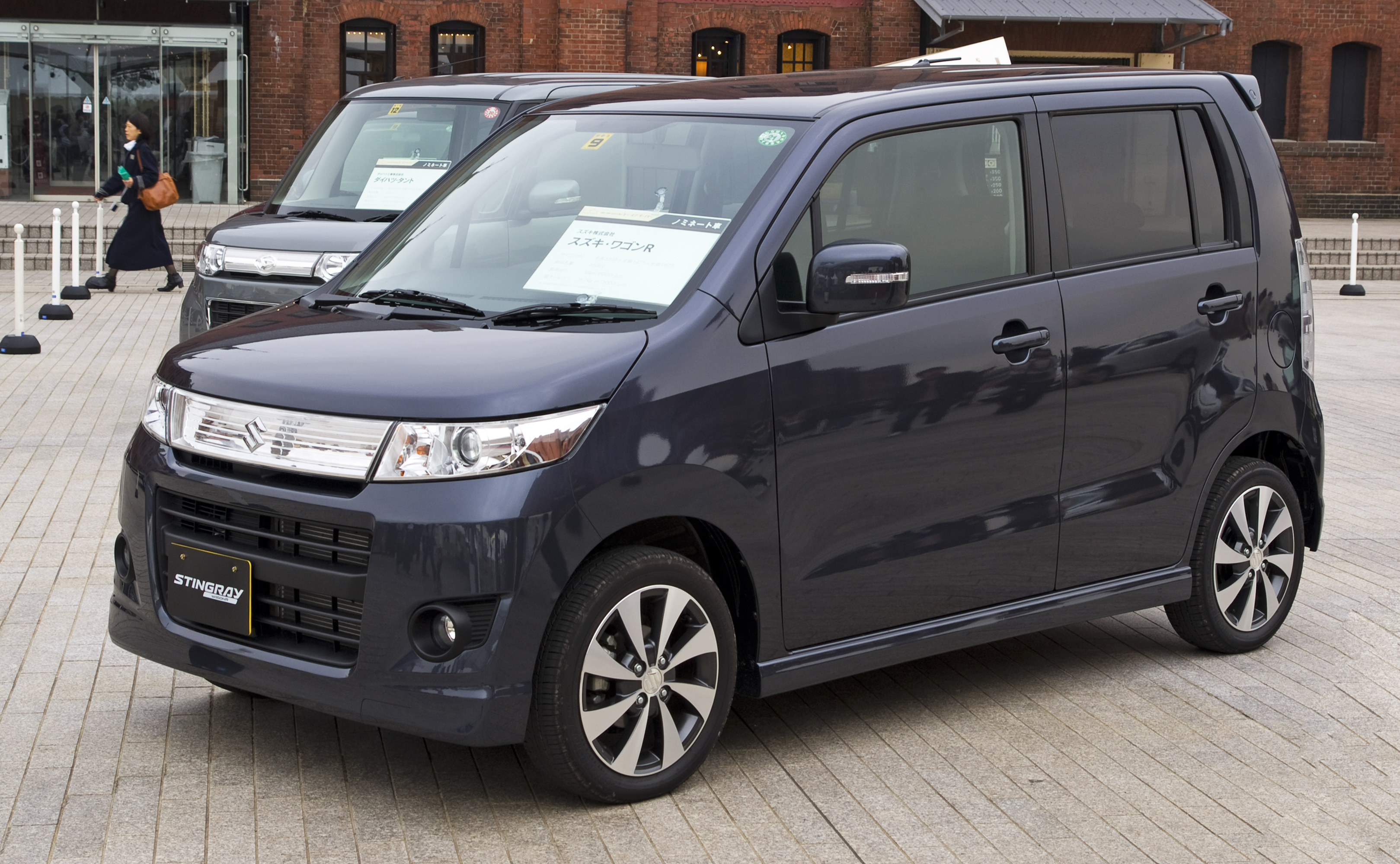
Suzuki Wagon R Stingray
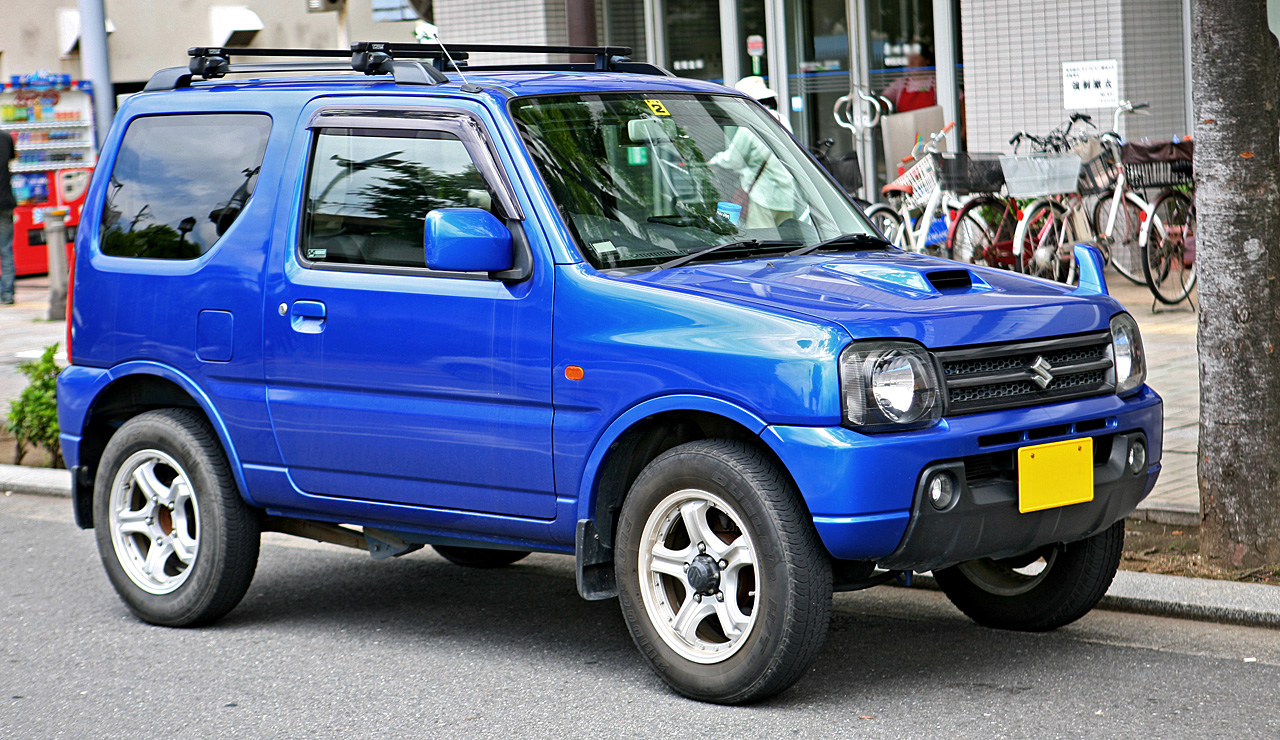
Suzuki Jimny
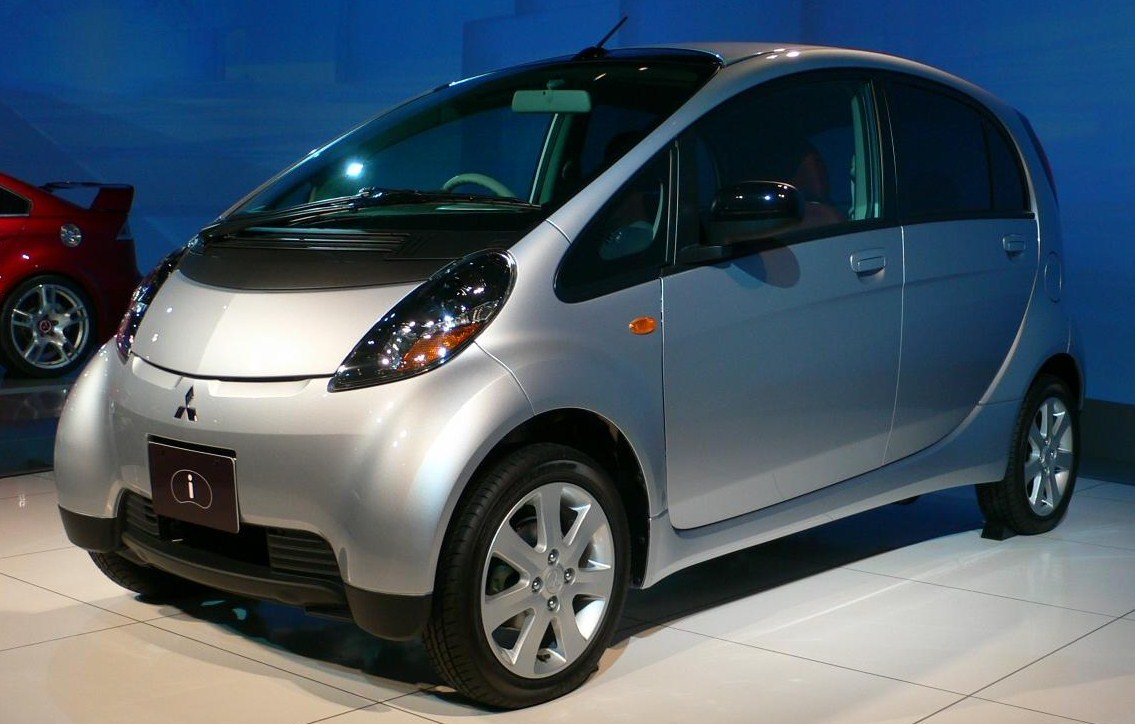
Mitsubishi i
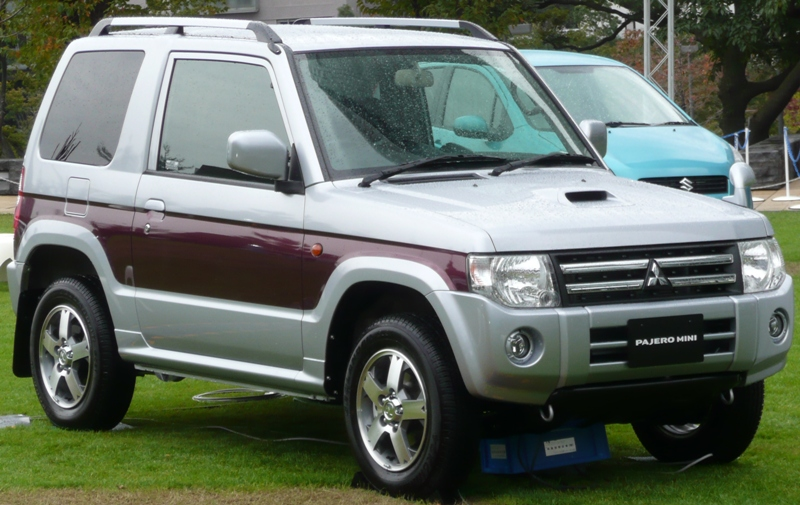
Mitsubishi Pajero Mini
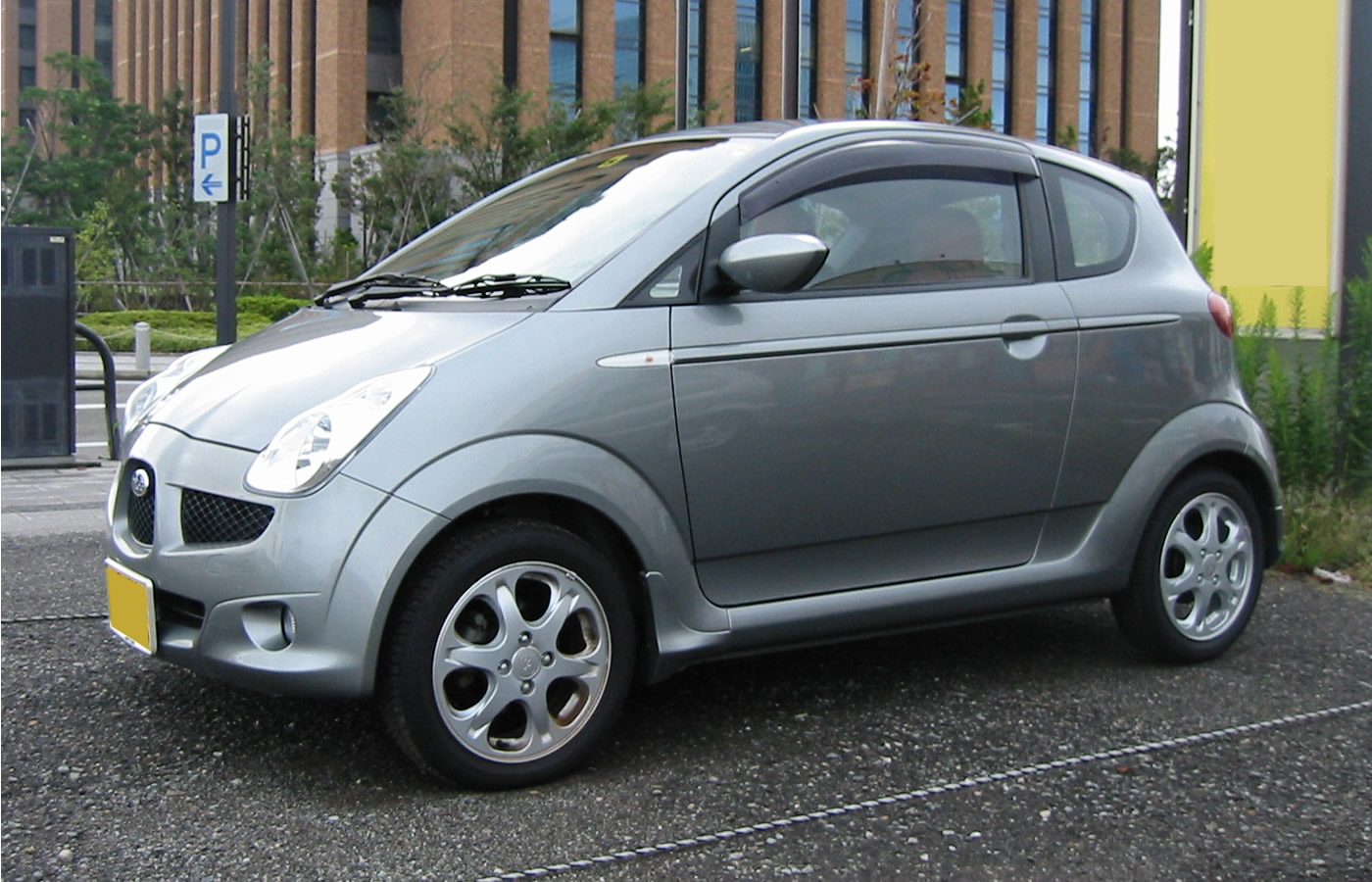
Subaru R1
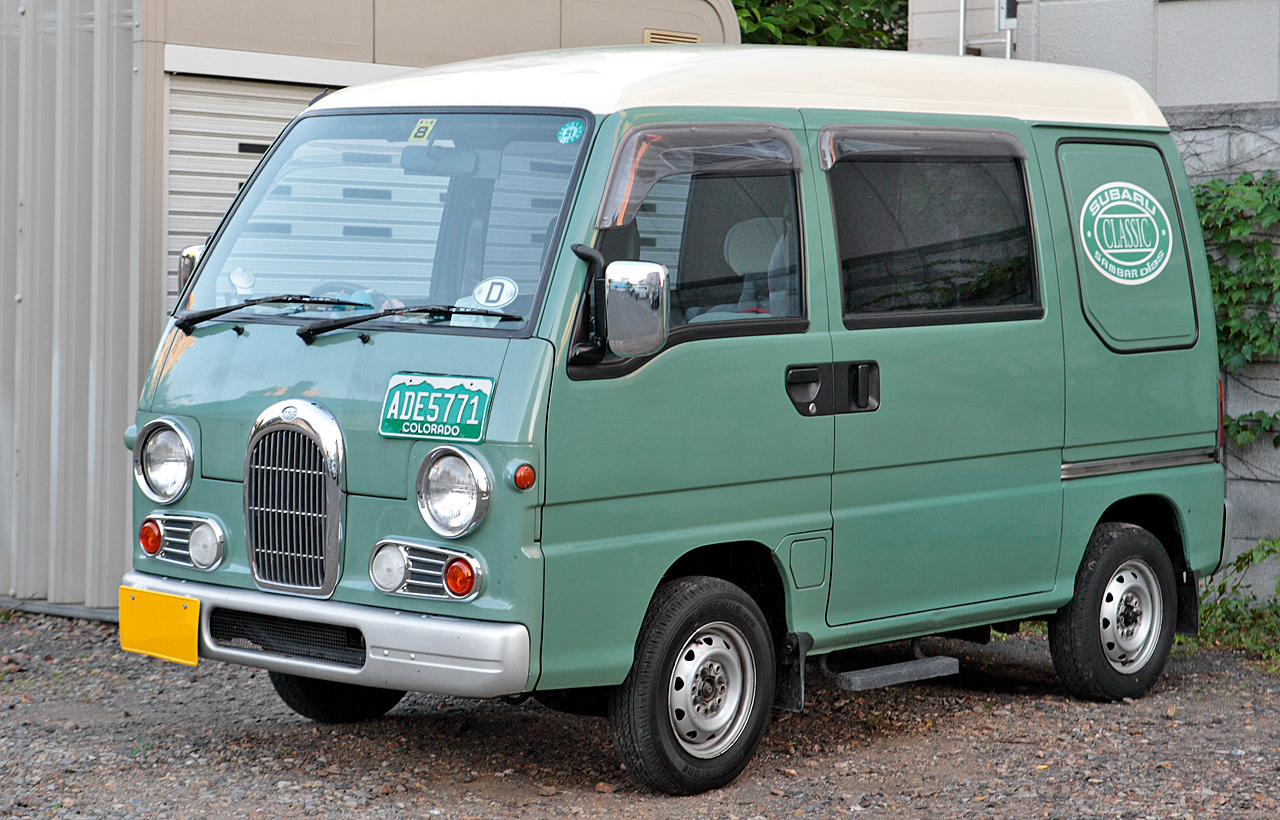
Subaru Sambar Dias
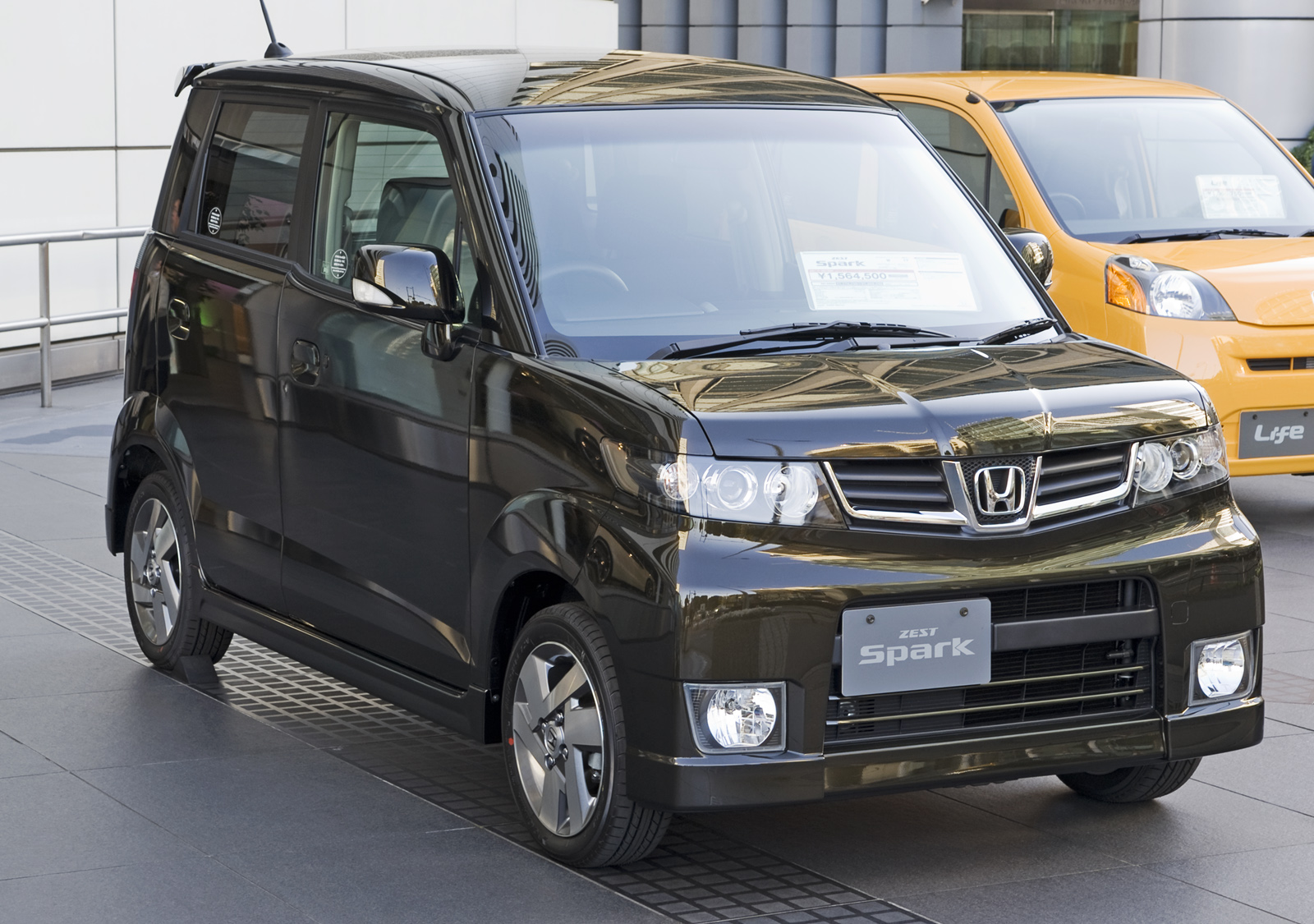
Honda Zest Spark
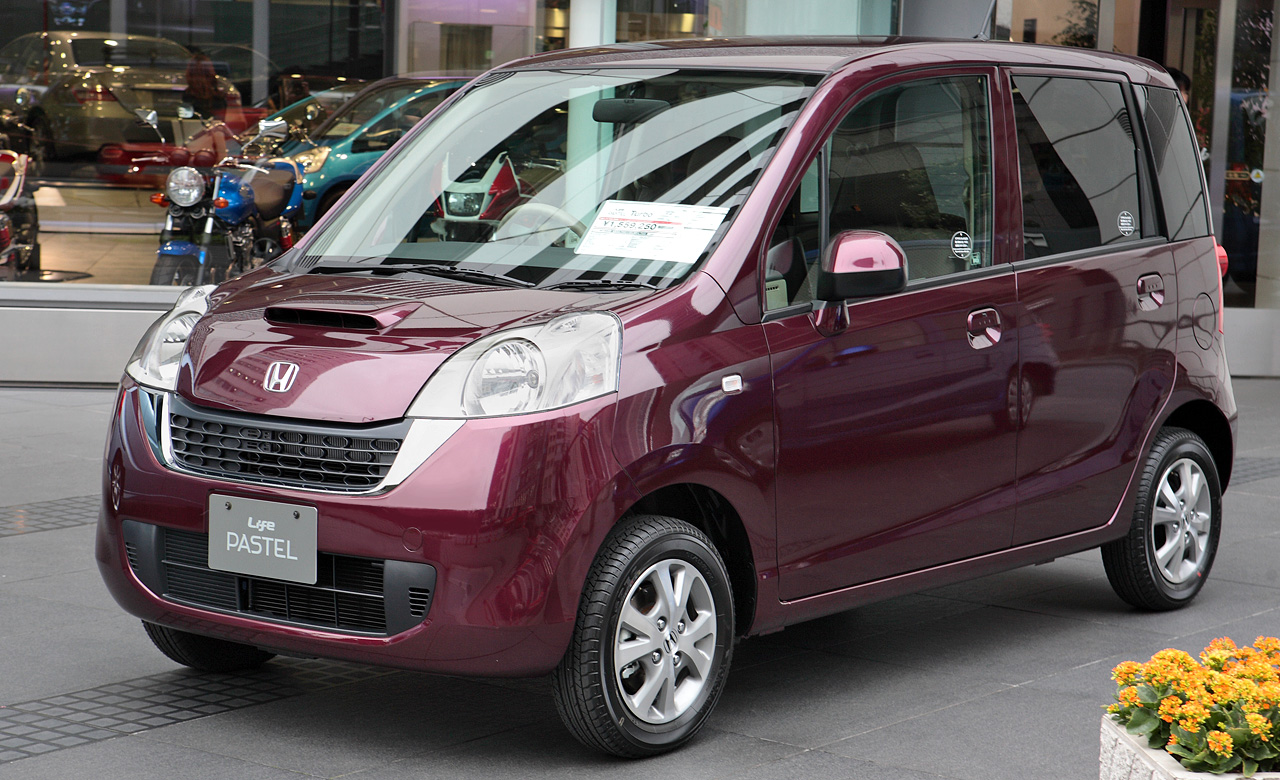
Honda Life Pastel
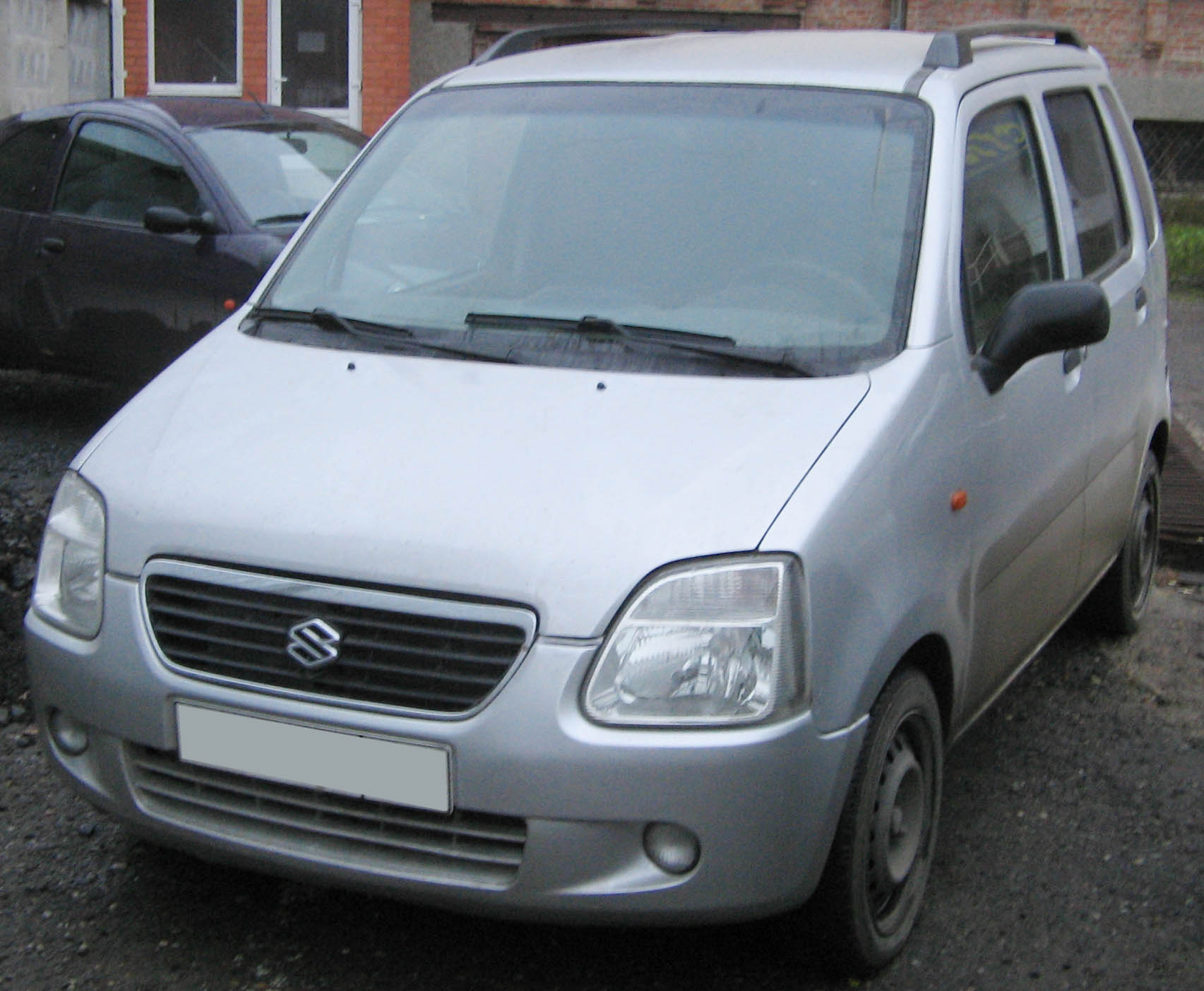
Suzuki Wagon R+ (2002)
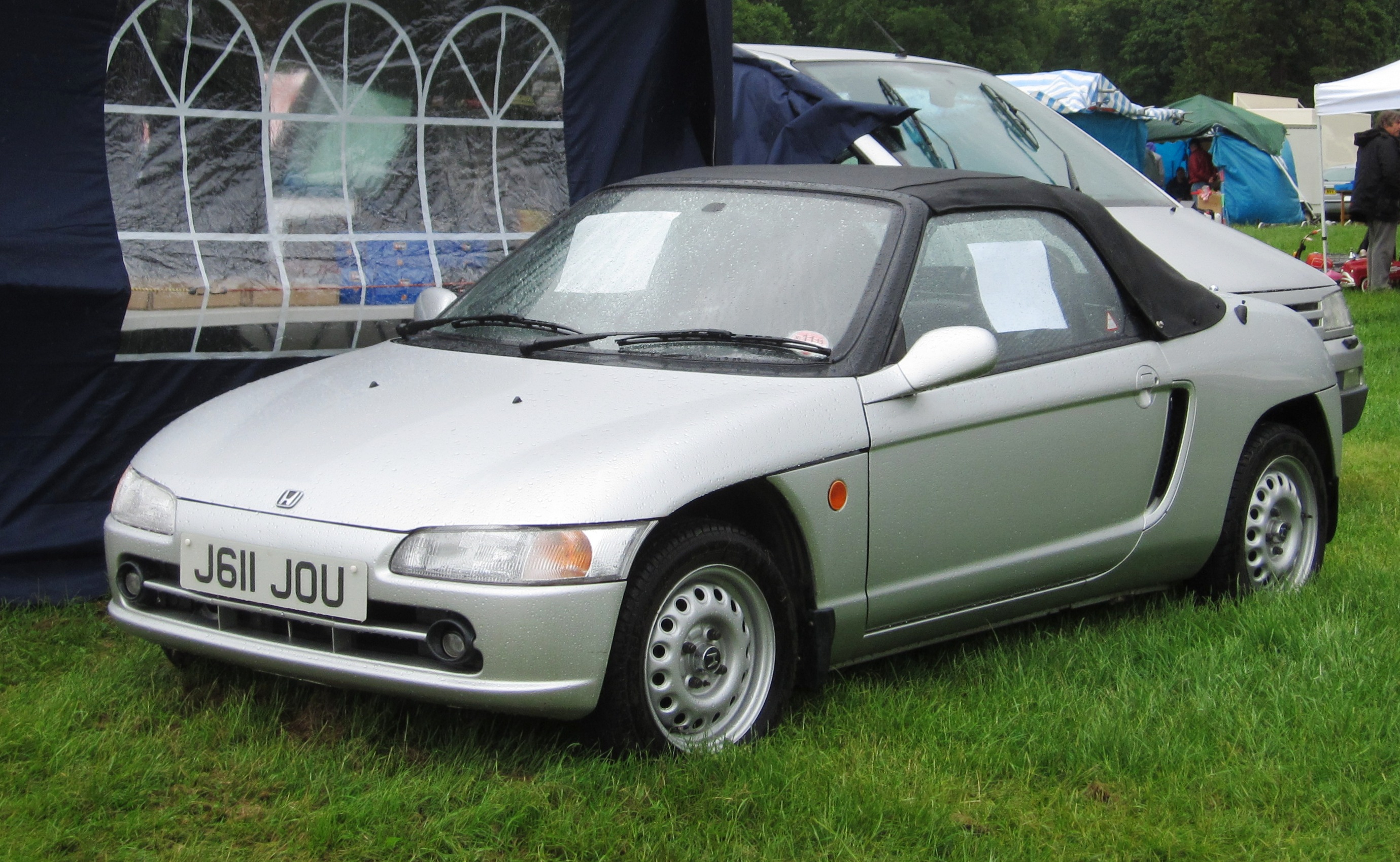
Honda Beat
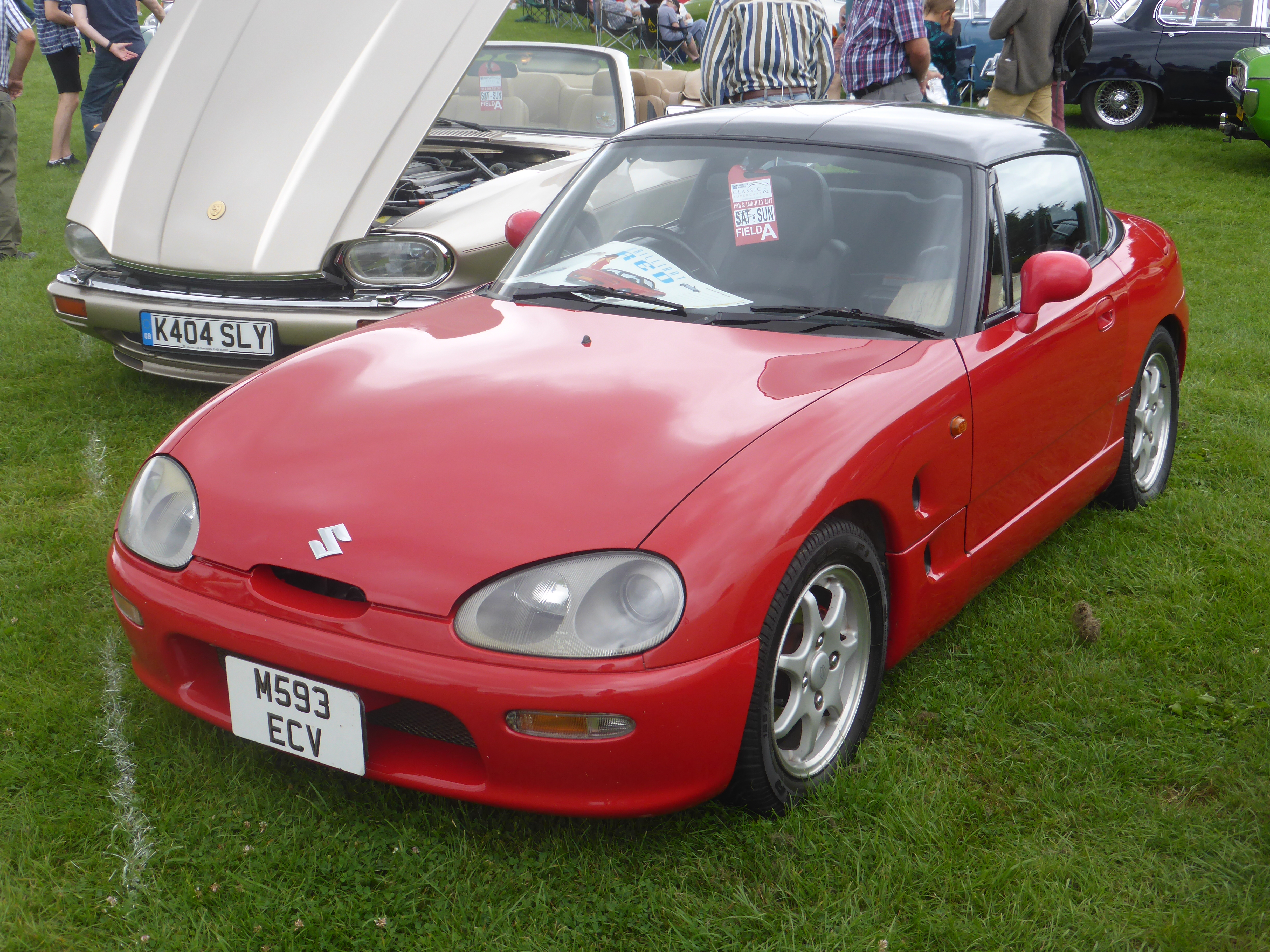
Suzuki Cappuccino
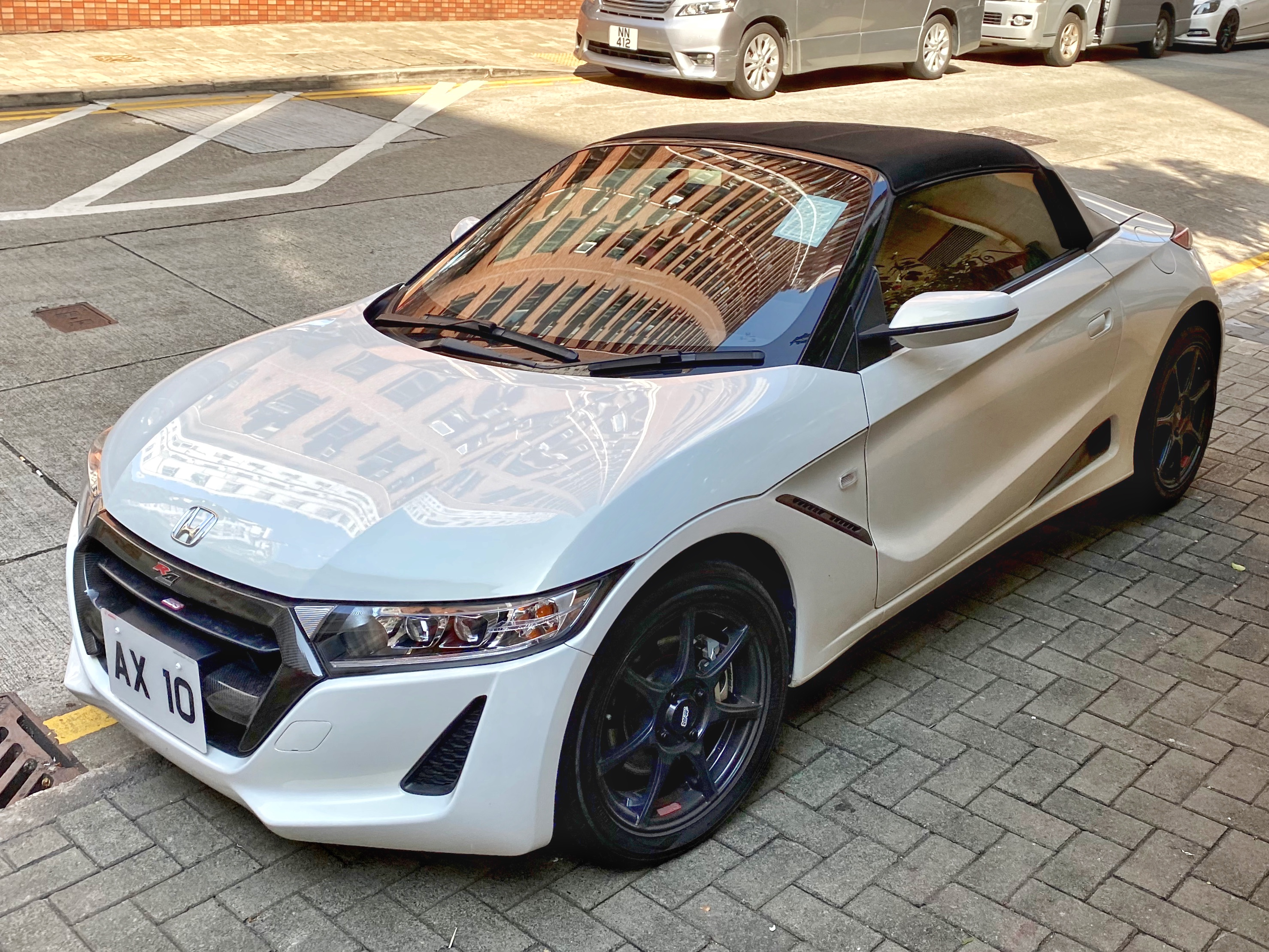
Honda S660